# サングレ・グランデ地域自治体
サングレ・グランデ地域自治体（サングレ・グランデちいきじちたい、英語: Sangre Grande）はトリニダード・トバゴの地域自治体である。首府はサングレ・グランデ。

## 隣接行政区画
- マヤロ＝リオ・クラロ地域自治体
- クーバ＝タバキテ＝タルパロ地域自治体
- トゥナプナ＝ピアコ地域自治体